# Боргі
Боргі, Борґі (італ. Borghi) — муніципалітет в Італії, у регіоні Емілія-Романья, провінція Форлі-Чезена.
Боргі розташоване на відстані близько 240 км на північ від Рима, 95 км на південний схід від Болоньї, 33 км на південний схід від Форлі.
Населення — 2854 особи (2014). Щорічно 25 липня відзначається день покровителя і захисника комуни святого Христофора.

## Демографія
Населення за роками:

Станом на 1 січня 2023 року в муніципалітеті офіційно проживало 246 іноземців з 35 країн, серед них 65 громадян країн Євросоюзу та 31 громадянин України.

## Сусідні муніципалітети
- Лонджано
- Поджо-Торріана
- Ронкофреддо
- Сантарканджело-ді-Романья
- Сольяно-аль-Рубіконе